# Der Kampf der Ratten und der Wiesel

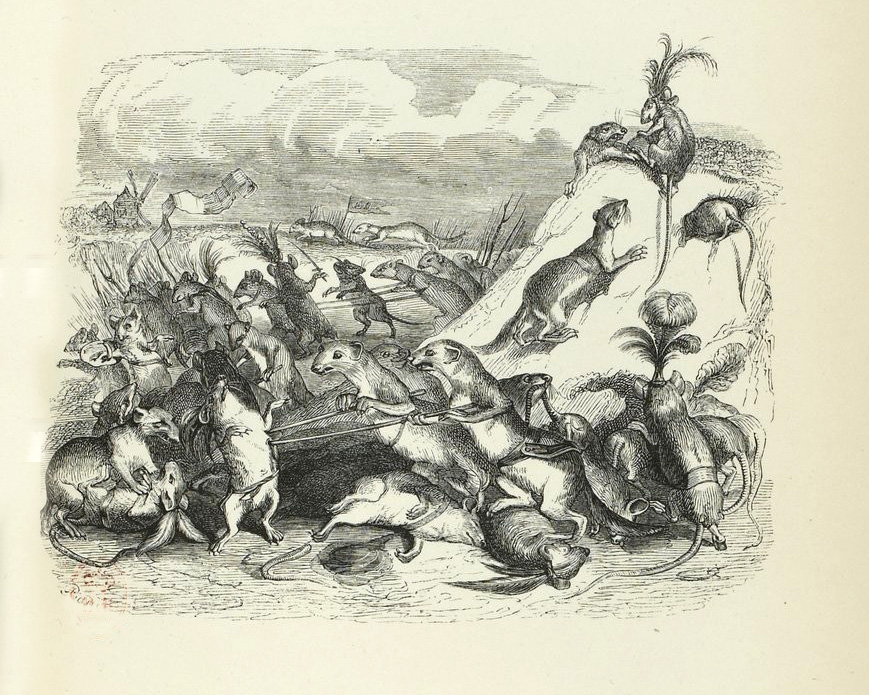
Le Combat des Rats et des Belettes

Der Kampf der Ratten und der Wiesel (französisch Le Combat des Rats et des Belettes) ist die sechste Fabel aus dem vierten Buch der Fabelsammlung Fables Choisies, Mises En Vers von Jean de La Fontaine.
Der Gehalt dieser politischen Fabel ist der Krieg, die Eroberungspolitik und die Friedenssehnsucht während der Monarchie Königs Ludwig XIV. Die Tierfabel hat eine deutlich ausgesprochene Moral: bei einem Kampf zwischen Wieseln und Ratten werden letztere in die Flucht geschlagen und den putzsüchtigen Anführern der Ratten gelingt es wegen ihrer großen Helmbüsche nicht, sich vor den Wieseln in Felsritzen zu verstecken.
Das gleiche Thema behandelten schon Äsop und Phaedrus (Mäuse bei Phaedrus); ihre Charaktere stellen aber nur moralische Einheiten dar und evozieren Laster bzw. Tugend. La Fontaine hingegen personifiziert die Tiere, indem er ihnen verschwörerische Namen gibt: Ratapan, Artapax (Brotesser), Piscarpax (Krümelesser), Méridarpax (Brockenesser). Auch stellt er die Wiesel sehr ausführlich vor („das langrückige Tier“) und unterstreicht ihre Feindseligkeit gegenüber den Ratten.